# Cerro Pan de Azúcar
Cerro Pan de Azúcar (em português:  Cerro Pão de Açúcar) é um morro e a terceira elevação mais alta do Uruguai, com 423 metros de altitude. Encontra-se no sul do departamento de Maldonado, município de Piriápolis, e pertence à Cordilheira Grande.
No seu cume, há uma cruz de cimento com 35 metros de altura.

## História
Há aproximadamente um século atrás, por decisão de Francisco Piria, fundador do balneário de Piriápolis, foi criada uma pedreira numa de suas encostas, que fornecia sólidas rochas de granito para a construção daquele balneário, algo de gerou trabalho para mais de 500 pessoas.